# Amira durantae
Amira durantae är en stekelart som först beskrevs av Jean Risbec 1959.  Amira durantae ingår i släktet Amira och familjen sköldlussteklar. Inga underarter finns listade i Catalogue of Life.